# Kanton Rive-de-Gier
Kanton Rive-de-Gier (francouzsky Canton de Rive-de-Gier) je francouzský kanton v departementu Loire v regionu Rhône-Alpes. Tvoří ho 10 obcí.

## Obce kantonu
- Châteauneuf
- Dargoire
- Pavezin
- Rive-de-Gier
- Sainte-Croix-en-Jarez
- Genilac
- Saint-Joseph
- Saint-Martin-la-Plaine
- Saint-Romain-en-Jarez
- Tartaras